# Уайтхейвен (Оттава)
Уйатхейвен, англ. Whitehaven — район г. Оттава примерно в 10 км к западу от центра города. Границами района являются Карлинг-авеню на севере, Вудрофф-авеню на востоке, линия скоростного транзита оттавского автобуса на западе и автомагистраль 417 (Квинсуэй) на юге.

## История
Уайтхевен начал развиваться на территории фермы Фокса с 1950-х гг. Ферму Фокса всё ещё можно найти на Фокс-кресент в северной части района; её ветряную мельницу сейчас заслоняет большое дерево.
Изначально восточная часть района делилась на крупные участки, обычно 50 х 50 метров. Застройка началась в 1960-е гг. и носила весьма неравномерный характер; в настоящее время район выглядит весьма эклектично.
В середине 1960-х гг. была построена улица Уайтхейвен-кресент, которая и дала название району.

## Характеристика
В юго-западной части района находится крупный парк с детской игровой площадкой.
Через район проходит множество автобусных линий, велосипедных дорожек, в нём расположены несколько крупных торговых центров — Карлингвуд и Линкольн-Филдс.

## Школы
В районе расположено несколько школ, в том числе en:D. Roy Kennedy Public School и en:Woodroffe High School. В 1960-1990-е гг. здесь существовала также Whitehaven Public School. В конце 1990-х её закрыли после длительных дискуссий и через несколько лет открыли вновь, но уже как франкоязычную публичную школу, под названием Terre des Jeunes.